# ۹۷۶ (قمری)
۹۷۶ (قمری)، نهصد و هفتاد و ششمین سال در گاهشماری هجری قمری است. اول محرم این سال برابر با ششم ژوئیه سال ۱۵۶۸ میلادی است.